# Mitsuaki Watanabe
Mitsuaki Watanabe (Japón) es un gimnasta artístico japonés, especialista en la prueba de barra horizontal
con la que ha logrado ser medallista de bronce mundial en 1985.

## 1985
En el Mundial celebrado en Montreal (Canadá) gana la medalla de bronce en la prueba de barra horizontal, quedando situado en el podio tras el chino Tong Fei (oro) y el alemán Sylvio Kroll (plata).